# Rezerwat przyrody Pępowo
Rezerwat przyrody Pępowo – leśny rezerwat przyrody utworzony w 1958 roku, położony w mezoregionie Wysoczyzna Kaliska, w powiecie gostyńskim, w gminie Pępowo, koło wsi Siedlec. Zajmuje powierzchnię 12,21 ha (akt powołujący podawał 11,53 ha).
Rezerwat leśny, częściowy, powołany w celu zachowania ze względów naukowych i dydaktycznych fragmentu lasu mieszanego z udziałem dębu, buka oraz brekinii i modrzewia. Zespoły roślinności potencjalnej: grąd środkowoeuropejski Galio-Carpinetum betuli. W rezerwacie można spotkać następujące gatunki chronione: rośliny – Sorbus torminalis, Convallaria maialis, Frangula alnus; porosty – Melanelia fuliginosa.
Akty prawne: Zarządzenie Ministra Leśnictwa i Przemysłu Drzewnego z dnia 15 lipca 1958 r. w sprawie uznania za rezerwat przyrody (M.P. z 1958 r. nr 62, poz. 354) ; Obwieszczenie Woj. Wielkopolskiego z dnia 4 października 2001 r. w sprawie ogłoszenia wykazu rezerwatów przyrody utworzonych do dnia 31 grudnia 1998 r. (Dziennik Urzędowy Województwa Wielkopolskiego Nr 123, pozycja 2401); Zarządzenie Nr 8/09 Regionalnego Dyrektora Ochrony Środowiska w Poznaniu z dnia 5 października 2009 r. w sprawie rezerwatu przyrody „Pępowo”.
Obiekt administrowany przez nadleśnictwo Piaski.